# Di-hidroxifeniletilenoglicol
Di-hidroxifeniletilenoglicol, também citado como 3,4-diidroxifenilglicol, ou 3,4-di-hidroxifenilglicol (abreviado DOPEG, do inglês dihydroxyphenylethylene glycol), ou 4-(1,2-di-hidroxietil)benzeno-1,2-diol é um metabólito da norepinefrina presente no líquido cefalorraquidiano (LCR), plasma e urina em humanos.
Em indivíduos saudáveis, há uma tendência do DOPEG livre aumentar e do DOPEG conjugado diminuir com a idade, os níveis plasmáticos de DOPEG são significativamente mais baixos em pacientes deprimidos em comparação com controles saudáveis. 3, 4-diidroxifenilglicol está associado à síndrome de Menkes, que é um erro inato do metabolismo.
O 3,4-diidroxifeniletilenoglicol é um tetrol composto por etilenoglicol com um grupo 3,4-diidroxifenil na posição 1. Tem um papel como metabólito e como metabólito de ratos. É um membro dos compostos catecóis e um tetrol.